# Caudalejeunea
Caudalejeunea là một chi rêu trong họ Lejeuneaceae.